# 霍拉肖·菲奇
霍拉肖·菲奇（英語：Horatio Fitch，1900年12月16日—1985年5月4日），生于芝加哥，美国男子田径运动员，主攻短跑。他曾代表美国参加1924年夏季奥林匹克运动会田径比赛，获得男子400米银牌。